# 奥塞勒
奥塞勒（法語：Osselle，法語發音：[ɔsɛl]）是法国杜省的一个旧市镇，属于贝桑松区。2016年，奥塞勒与市镇鲁泰勒合并为新市镇奥塞勒-鲁泰勒。

## 地理
奥塞勒（47°8'35"N, 5°51'23"E）面积7.68 平方千米，位于法国勃艮第-弗朗什-孔泰大區杜省，该省份为法国东部内陆省份，北起上索恩省，西接汝拉省，东部及东南部与瑞士接壤，东北部与贝尔福地区省接壤。
奥塞勒的时区为UTC+01:00、UTC+02:00（夏令时）。

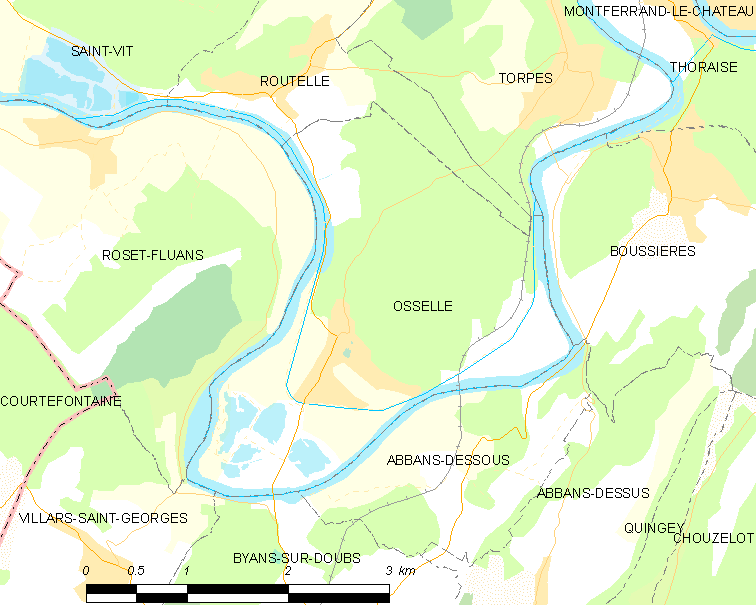
奥塞勒的OSM定位图

## 行政
奥塞勒的邮政编码为25320、25410，INSEE市镇编码为25438。

## 政治
奥塞勒所属的省级选区为贝桑松第六县。

## 人口

1962-2008年间奥塞勒人口变化图示

奥塞勒于2018年1月1日时的人口数量为444人。